# Meixner Emil
Meixner Emil (Budapest, 1892. június 18. – Balatonlelle, 1976. március 26.) magyar földbirtokos, gazdálkodó, országgyűlési képviselő.

## Élete
Római katolikus vallású családban született. Középiskolai tanulmányait a fővárosi kegyes tanítórendi főgimnáziumban végezte, majd a Pázmány Péter Tudományegyetemen folytatott jogi tanulmányokat; utóbbiak végeztével ott avatták 1914-ben államtudományi doktorrá is.
Az első világháború kitörésekor önkéntesként vonult be az 1. honvéd huszárezredhez, ahonnan négy év múltán mint tartalékos főhadnagy szerelt le. 1915 májusa és 1916 októbere között, csaknem másfél éven át harcolt az olasz fronton, ez idő alatt részt vett az Isonzó menti csaták jelentős részében és több kitüntetést is szerzett. Még idősebb korában, 1930 novemberében, sőt 1939 márciusában is teljesített – rövidebb időtartamú – katonai szolgálatokat.
Mint földbirtokos, gondos gazdaként igyekezett képezni magát mezőgazdasági, közgazdasági, pénzügyi és szociális tanulmányok útján is. A háborúból hazatérve hamar bekapcsolódott Somogy vármegye mezőgazdasági és társadalmi, majd politikai életébe is. Kevés idő elteltével már több vezető szerepet is vállalt, elsősorban a mezőgazdaság, később a tágabban értelmezett gazdasági szféra térségi szerveződéseiben.
Pályája csúcsán választott tagja volt az Országos Mezőgazdasági Kamarának, alelnöke az Alsódunántúli Mezőgazdasági Kamarának, elnöke Somogy vármegye mezőgazdasági bizottságának. továbbá a lengyeltóti járási és a balatonlellei községi mezőgazdasági bizottságnak. Választmányi tagja volt a Somogyvármegyei Gazdasági Egyesület igazgatóságának, illetve tagja volt a megyei törvényhatósági bizottságnak és a kisgyűlésnek. A fentieken túl 1939-ben országgyűlési képviselővé is megválasztották, a lengyeltóti választókerületben, mint a Magyar Élet Pártja jelöltjét.